# Praderas y matorrales de montaña
Se denomina pradera y matorral de montaña al bioma que incluye herbazales y/o matorrales de altitud (montanos, subalpinos y alpinos) de todo el mundo. Es uno de los catorce biomas en los que el WWF clasifica las ecorregiones terrestres. 
Según la altitud, por sobre la línea de árboles predomina el arbustal montano, y en las zonas más altas la pradera alpina. Las praderas alpinas constituyen un tipo de vegetación con predominio de hierbas (gramíneas) y presencia de plantas con flores, que separa en las cordilleras el piso térmico con vegetación de bosque del ocupado por nieves perpetuas. En los Alpes es una zona de pastos de verano utilizada por sus habitantes a través de una trashumancia anual completada con la estabulación durante el invierno en las casas típicas de las montañas alpinas (chalets). Tiene cierta similitud con la vegetación de páramo en los Andes aunque, en este último caso, la vegetación es mucho más rica y variada. 
Las praderas de montaña alpinas, situadas por encima del límite de los árboles, reciben a veces el nombre de tundra alpina. Los bosques subalpinos conocidos con el nombre de krummholz, con suelos pobres y fuertes vientos, están formados por árboles enanos y retorcidos de crecimiento lento debido al corto período vegetativo anual.
Especialmente en las regiones tropicales y subtropicales (Sudamérica occidental, centro y este de África, Borneo y Nueva Guinea), las praderas de montaña evolucionan a menudo como islas virtuales, separadas de otras regiones montañosas por regiones más cálidas y menos elevadas, y suelen albergar muchas plantas endémicas y distintivas que han evolucionado en respuesta al clima de montaña, frío y soleado. Estas plantas presentan adaptaciones como estructuras gigantes en roseta, superficies serosas y hojas peludas. Algunas de estas plantas son: Lobelia (Afrotrópico), Puya (Neotrópico), Cyathea (Nueva Guinea) y Argyroxiphium (Hawái).
En climas más secos se encuentran praderas, sabanas o dehesas montañosas, como en Etiopía, o estepas montañosas, como en el Tíbet.

## Principales regiones
- Puna
- Páramo
- Zacatonal
- Macizo etíope
- Meseta Tibetana
- Montañas de Nueva Guinea
- Prados y arbustos del Himalaya